# Antic Mercat de Torrente
El  Antic Mercat es un mercado municipal situado en el  municipio de Torrente de la Comunidad Valenciana, España. 

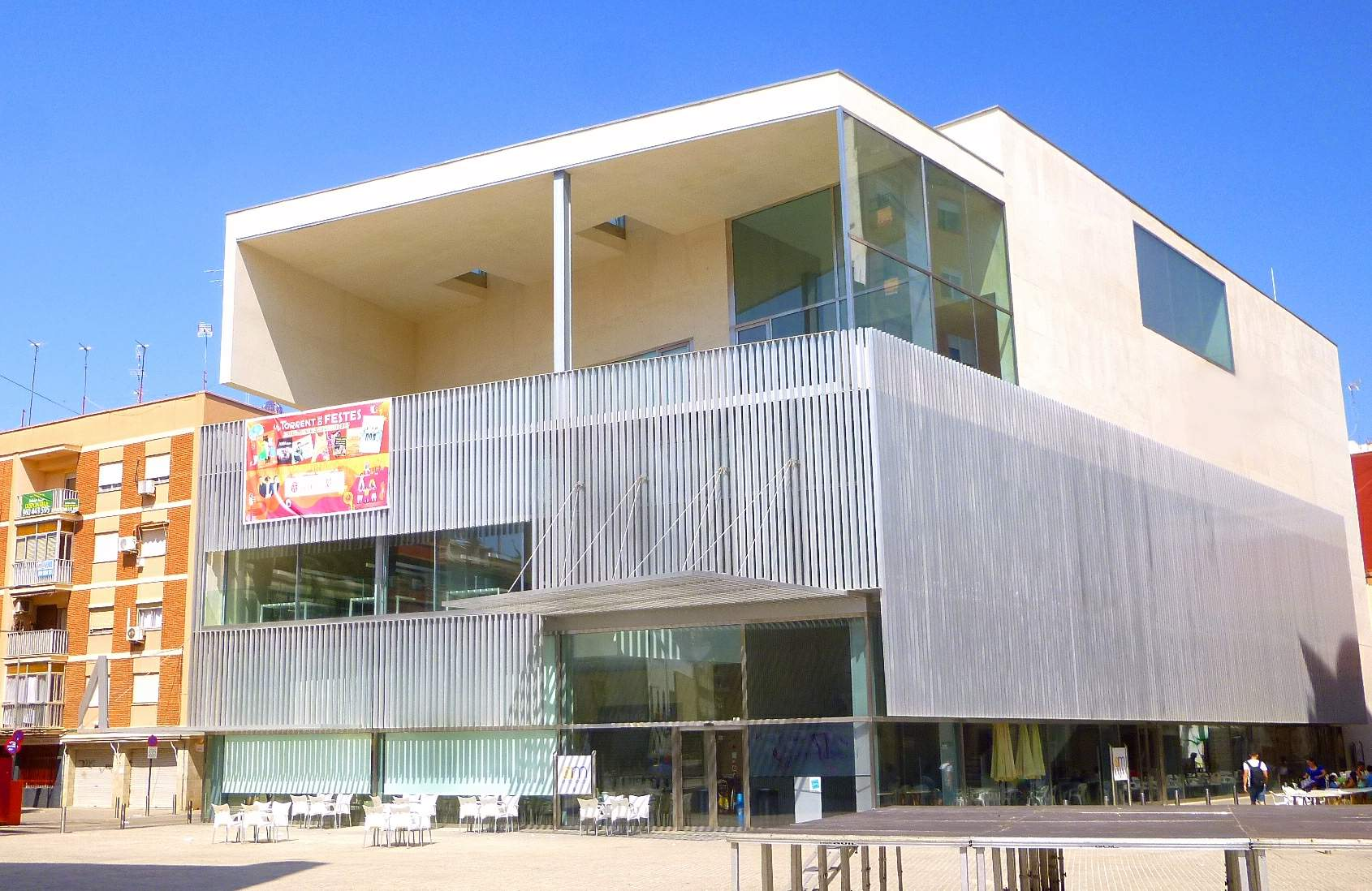
Antic Mercat de Torrente.

Este proyecto está incluido en el Plan Confianza de la Generalidad Valenciana. Se inauguró oficialmente el sábado 28 de marzo de 2015. El Antic Mercat no es solo un espacio destinado al comercio, sino también un ámbito que pontencia en la ciudad las relaciones sociales y la cultura. Por lo tanto, es una infraestructura que actúa como foco de la dinámica comercial, cultural y social del centro histórico de la ciudad.
Esta nueva infraestructura posee mayores servicios que los que tiene un simple mercado, ya que alberga además actividades de carácter gastronómico, formativo, lúdico y de ocio, conformado lo que llamamos un ‘’mercado de tercera generación’’. Este término hace referencia a las instalaciones de nueva construcción o construcción reciente destinadas a la venta de alimentos principalmente, pero donde la imagen de calidad de los mercados tradicionales convive con los negocios de restauración, las actividades culturales y de ocio, formando así estas una parte esencial del mismo mercado y buscando favorecerse mutuamente. 
Fue inaugurado por el President de la Generalidad Valenciana en esos momentos, Alberto Fabra, junto a la consellera de Infraestructuras, Territorio y Medio Ambiente, Isabel Bonig, la consellera de Educación, Cultura y Deporte, MªJosé Català, y la alcaldesa de Torrente, Amparo Folgado. Durante la apertura, también estuvieron presentes miembros de la corporación municipal, representantes de la asociación de vecinos del Centro Histórico y la presidenta de la asociación de comerciantes del Antic Mercat, Amparo Martínez.

## Proyecto
El proyecto del Antic Mercat fue redactado por el arquitecto Guillermo Vázquez Consuegra, Premio Nacional de Arquitectura, y puesto en marcha en 2011 gracias a la financiación del Plan Confianza.
Son diversos puestos de productos tradicionales los que ocupan los 970 m² de la planta baja, entre los que se encuentran servicio de carnicería, charcutería, ultramarinos, puntos destinados a la venta de frutas y verduras, horno y pastelería, encurtidos, venta de pescados y mariscos, herbolario y productos ecológicos, entre otros.
El sótano -1 está destinado a ser una zona comercial.
En el sótano -2 se sitúa el aparcamiento. El servicio de aparcamiento del Antic Mercat está dirigido por Pavapark, el aparcamiento funciona 24 horas y cuenta con 40 plazas, dos de ellas para personas con movilidad reducida. La apertura del aparcamiento es una respuesta a una demanda histórica, sobre todo, de los comercios de la zona. El aparcamiento está dotado de las más modernas instalaciones tecnológicas en materia de seguridad, accesibilidad y confort.
La primera planta del edificio, se pretendía destinar al establecimiento de negocios relacionados con la formación y la hostelería, pero finalmente se ha destinado a albergar las oficinas y la sede de la empresa Aigües de l’Horta.
La segunda planta dispone de una sala cívica destinada a actividades culturales y de ocio. 
El proyecto del nuevo Antic Mercat se llevó a cabo por un importe total de 120.648,81 euros. El Consejo de la Generalidad Valenciana aprobó el pago de más de 120.000 euros pendientes por el proyecto del nuevo Antic Mercat de Torrente. La resolución fue publicada en el DOGV y corresponde al pago de trabajos adicionales. El pleno del Consell autorizó la aprobación del expediente a favor de la empresa UTE Mercat de Torrente, por obligaciones de pago pendientes.

## Mercados municipales de Torrente
Torrente cuenta con dos mercados municipales, estos son el nuevo Antic Mercat y el Mercado Municipal Sant Gregori, en ellos se puede encontrar productos tradicionales. Ambos, están situados en zonas de fácil acceso y cuentan con unas instalaciones de calidad para garantizar la mayor comodidad en las compras. Los horarios de apertura de ambos mercados son de lunes a sábado, todas las mañanas de 8:00 a 14:00 horas y las tardes de martes a viernes de 17:00 a 20:00 horas.

## Hallazgos arqueológicos
Durante el proceso de derribo y excavación arqueológica en el nuevo Antic Mercat, el Ayuntamiento de Torrent dio a conocer los hallazgos obtenidos en las obras de excavación del Antic Mercat, antes de iniciar dicha infraestructura.
Algunos de los hallazgos realizados tras la excavación y el estudio arqueológico son parte del muro del foso que rodeaba la Torre, antiguas casas medievales o un taller artesanal, entre otras cosas. El muro del foso que envolvía la torre fue construido por los Hospitalarios como sistema defensivo. La construcción del foso data durante la primera mitad del XIV.  Se descubrieron también restos de casas medievales y talleres artesanales en los que se trabajaba el hierro y piezas de cerámica del siglo XVII.
También, se ha determinado que hubo una muralla que limitó el espacio de una población cristiana en desarrollo. 
Su importancia es, que ahora podemos conocer de primera mano la estructura defensiva de Torrente, formada por la Torre islámica, el foso y la muralla.

## Méritos
El Antic Mercat de Torrente fue seleccionado como proyecto magistral “30 años de arquitectura y cooperación municipal” en las jornadas organizadas por la Conselleria de Infraestructuras, Territorio y Medio Ambiente. Fue seleccionado por su importancia como centro neurálgico de la ciudad. Este mercado conecta la Torre, símbolo del pasado histórico de Torrente, con un mercado en el que se desarrolla el dinamismo económico y social de la ciudad.
Fundeun y el Ayuntamiento de Torrente, a través de la empresa municipal Idea’t, y con la colaboración de la Agencia Valenciana de la Innovación (AVI) y Sustainable Environmental Network (SEN) han favorecido que el nuevo Antic Mercat de Torrente sea el epicentro de la innovación, acogiendo en sus instalaciones la propuesta  “Smart Cities” mediante la Compra Pública en Innovación. Este evento está orientado a la innovación y a la potenciación del desarrollo de nuevos mercados.